# Rijksdal Harmersbach
Het Rijksdal Harmersbach (Duits: Reichstal Harmersbach) was een vrije boerengemeente in het Heilige Roomse Rijk. Harmersbach was het enige Rijksdal in het Rijk. Het Rijksdal lag langs de Harmersbach, een zijriviertje van de Kinzig in het Zwarte Woud.
Het dal viel in de middeleeuwen onder de Rijkslandvoogdij Ortenau en de Rijksstad Zell am Harmersbach. In 1330 verpandde keizer Lodewijk de Beier het aan de graven van Fürstenberg. In 1367 werd het dal overgedragen aan het Prinsbisdom Straatsburg en in 1401 aan de familie Bock. Keizer Leopold I loste het pand in 1689 in, waarop de rijksstad Zell opnieuw aanspraak maakte op het dal. De boeren hadden echter hun eigen rechtssystemen opgebouwd en weigerden de aanspraken van de stad te erkennen. In 1718 moest de rijksstad zijn aanspraken opgeven en werd het dal een onafhankelijke boerengemeente. In de Reichsdeputationshauptschluss 1803 werd het dal samen met de Rijksstad Zell overgedragen aan het keurvorstendom Baden.